# Bitva u Kunersdorfu
Bitva u Kunersdorfu byla bitva sedmileté války, kde se střetly rakouské a ruské armády s pruskou armádou. Odehrála se 12. srpna roku 1759 u vesnice Kunersdof (dnes Kunowice) na západě dnešního Polska. Bitvy se účastnilo přes 100 000 mužů. Skončila porážkou Prusů, které vedl král Fridrich II. Veliký.

## Historie
Po porážce pruského sboru pod vedením Carla Heinricha von Wedela v bitvě u Kay 23. července se vítězní Rusové přesunuli do tábora poblíž Paltzigu. Wedel a zbytek jeho sboru překročili Odru, aby zabránili hrozícímu spojení Rusů s Rakušany. Dne 29. července převzal král Fridrich II. poblíž Zaháně velení nad sborem vévody z Württembergu a měl tak k dispozici 21 praporů a 35 eskadron. Rakušané pod velením polního maršála Ernsta Gideona von Laudona spěchali na sever k Odře, zatímco Fridrich II. se na začátku srpna 1759 obrátil k Sommerfeldu, aby zatlačil postupujícího nepřítele na západ. 5. srpna 1759 se rakouský sbor o síle 24 000 mužů dokázal sjednotit s 55 000 muži hlavní ruské armády pod vedením polního maršála Petra Semjonoviče Saltykova východně od Frankfurtu nad Odsrou s cílem ohrozit pruské jádro provincie Braniborsko včetně Berlína. Dohromady měli 84 praporů, 60 granátnických rot a 98 švadron se 79 000 muži a 212 děly.
9. srpna se Fridrich II. spojil s Wedelovými jednotkami, aby svedli rozhodující bitvu proti spojencům tábořícím na opevněném kopci napravo od Odry u Kunersdorfu. Prusové měli celkem 63 praporů a 110 eskadron, celkem asi 49 900 mužů a 160 děl.